# Love Will Never Do (Without You)
«Love Will Never Do (Without You)» es el séptimo sencillo de la cantante Janet Jackson, del álbum Janet Jackson's Rhythm Nation 1814. Fue número uno en Billboard Hot 100 durante una semana.

## Información de la canción
La canción se convirtió en quinto número de Jackson-uno solo en el Billboard Hot 100, el último de los siete primeros cinco sencillos del álbum, convirtiéndose en el único artista para lograr siete primeros cinco sencillos de un álbum. El éxito de "Love Will Never Do (Without You)", el álbum también ayudó a convertirse en el único en la historia para producir hits número uno en el Billboard Hot 100 en tres años calendario separado "Miss You Much" en el año 1989, "Escapade" y "Black Cat" en 1990, y "Love Will Never Do (Without You)" en 1991-y el único disco en la historia del Hot 100 de tener siete primeros 5 sencillos de éxito.
En 1996, la canción fue mezclada por Roger Sanchez. El sencillo «Edit» se incluyó en el lanzamiento internacional en 1996, Desing of a Decade 1986/1996. A pesar de ser uno de los últimos sencillos del álbum, fue una de las primeras canciones registradas por Janet Jackson's Rhythm Nation 1814. Coros de la canción fue grabada a finales de 1988, mientras que Jackson grabó la voz principal en enero de 1989. 
Jimmy Jam and Terry Lewis labrado en la idea de hacer esta canción a dúo. Según The Fred Bronson Billboard Book of Number 1 Hits, que pensaban sobre la posibilidad de recibir el Prince, Johnny Gill, Ralph Tresvant, o cualquier otra persona que trabajan con ellos en ese momento. Sin embargo, no existe ningún plan concreto. Durante la grabación de la primera estrofa, Jimmy Jam dice Jackson, "Sing it baja, como un tipo que canta." Como resultado, se mantiene la idea de cantar la primera estrofa, en una octava baja, pero ir de una octava arriba en el segundo verso. 
Jackson ha realizado la canción en la mayoría de sus giras como la Janet. Tour, The Velvet Rope Tour , All for You Tour y Rock Witchu Tour. 
Cantante Macy Gray cantó la canción en vivo como un homenaje a Janet Jackson durante el icono especial de MTV en 2002.

## Video musical
El video fue dirigido por el fotógrafo Herb Ritts en septiembre de 1990. Jackson originalmente previsto usar un vestido para el video, pero Ritts previsto Jackson en nada más que un top negro y un par de pantalones vaqueros. El vídeo incluye cameos por el entonces modelos de ropa interior Calvin Klein, Antonio Sabato Jr. y Djimon Hounsou.
El video ganó por Best Female Video y fue nominado para Best Choreography y Best Art Direction en el 1991 MTV Video Music Awards. Ocupó trece a Rolling Stone de las 100 Top Music Videos, setenta y dos en 100 VH1 Videos, ochenta y ocho, en el 100 de MTV Greatest Videos Ever Made.
Dos versiones del vídeo fueron producidos, uno en blanco y negro, y la otra coloreada, los cuales aparecen en el una compilación Desing of a decade  1986/1996. Decenio de vídeo. El 27 de abril de 2007, el video fue hecho disponible en iTunes.

## Lista de canciones y formatos
- Neerlandés single 7 "(390 606-7)

- Work It Out "7" Con Intro - 4:48

- El Love 7 "- 4:36

- UK 12 "single (edición limitada con el parche de Tour & etiqueta)

- Neerlandés 12 "(390 606-1)

- El "Work It Out" Mix - 7:30

- Reino Unido Funky Mix - 6:25

- El "Work It Out" Dub - 4:50

- Reino Unido CD single (AMCD 700)

- European CD Single (390 606-2)

- U. S. CD single (75021 2400 2)

- Work It Out "7" Con Intro - 4:48

- "Shep's Work It Out" Mix - 7:37

- Reino Unido Funky Mix - 6:25

- EE. UU. 12 "(75021 2346 1)

- El "Work It Out" Mix - 7:30

- El "Work It Out" Dub - 4:51

- Work It Out "7" Con Intro - 4:48

- Reino Unido Funky Mix - 6:25

- Reino Unido Instrumental - 6:05

- Single Version - 4:30

- EE. UU. Promo CD Single (750217444-2)

- Single Version - 4:30

- Work It Out "7" Con Intro - 4:48

- Reino Unido Funky 7 "- 4:29

- El Love 7 "- 4:36

- Work It Out 7 "- 4:13

- El "Work It Out" Mix - 7:30

- Reino Unido Funky Mix - 6:25

- Love Shep's Mix - 6:03

- Reino Unido Funky Instrumental - 6:06

- El Work It Out Dub - 4:49

- EE. UU. solo casete (75021-1538-4)

- Single Version - 4:30

- Work It Out "7" Con Intro - 4:48

- Japón 3 "CD single (PCDY-10021)

- Single Version - 4:30

- Work It Out "7" Con Intro - 4:48

- "El 1814 Megamix" - 7:24

- CD maxisencillo japonés (PCCY-10164)

- Single Version - 4:30

- Work It Out "7" Con Intro - 4:48

- Reino Unido Funky 7 "- 4:29

- El Love 7 "- 4:36

- Work It Out "7" - 4:13

- El "Work It Out" Mix - 7:30

- Reino Unido Funky Mix - 6:25

- Love Shep's Mix - 6:03

- El "Work It Out" Dub - 4:50

- The Dub Love - 6:07

- Original Shep's 7 "- 4:28

- A capela - 3:49

- "El 1814 Megamix" - 7:24

- "You Need Me" - 4:35

- Reino Unido 1996 12 "único

- Roger Sanchez Club Mix - 6:45

- Roger Sanchez Club Mix Instrumental - 6:45

- Roger Sanchez ácido Voz - 9:24

- Roger Sanchez Dub Club - 6:25

## Oficial versiones/remixes
Remixes 1990
- Album Version - 5:50
- Single Version - 4:35
- A cappella - 3:48
- Reino Unido Funky 7 "- 4:29
- Reino Unido Funky Mix - 6:56
- Reino Unido Funky Instrumental - 6:06
- Work It Out 7 "- 4:13
- Work It Out 7 "con Intro - 4:48
- Work It Out Mix - 7:37 (también Shep's Work It Out Mix)
- Work It Out Dub - 4:49
- Original 7 "- 4:26 (también original Shep's 7")
- El Love 7 "- 4:36
- La mezcla de amor - 6:03 (también Love Shep's Mix)
- The Dub Love - 6:02

Remixes 1996
- Roger Sanchez ácido Voz - 9:24
- Roger Sanchez Acid Dub - 6:45
- Roger Sanchez Club Mix - 6:45
- Roger Sanchez Instrumental - 6:45
- Love to Infinity Club Mix Acid - 6:50
- Love to Infinity Paradise Classic Radio Mix - 4:08
- Love to Infinity Radio Master Mix - 4:27

## Posiciones
Chart (1990) Máxima posición
- Irish Singles Chart 22

- UK Singles Chart 4

Chart (1991) Máxima posición
- Australian Singles Chart 14

- Dutch Top 40 33

- New Zealand Singles Chart 27

- U.S. Billboard Hot 100 1

- Francia 3

- Italia 1

- Suiza 1

- España PROMUSICAE 3

- Japón 1

- Germany Charts 7

- Swedish Charts 5

- Noruega 6

- Islandic Chart 1

- U.S. Billboard Hot R&B/Hip-Hop Songs 3

- U.S. Billboard Hot Dance Club Play 4

- Datos: Q1076633